# ルーペルト・マイヤー
ルーペルト・マイヤー（Rupert Mayer、1848年1月23日 - 1945年11月1日）は、カトリック教会イエズス会の司祭、福者。妹は聖心会修道女ヘルマナ・マイヤー。

## 生涯
マイヤーはヴュルテンベルク王国（現・ドイツ、バーデン＝ヴュルテンベルク州）・シュトゥットガルトの中流家庭に生まれ育ち、幼少時から司祭になる意思を持ちイエズス会を志望した。しかし父親は教区司祭になることを望み、教区司祭を経て24歳の頃、イエズス会に入会した。
ミュンヘンで33年間勤め、1914年、第一次世界大戦が勃発、従軍司祭として戦地に赴き、傷病兵士を励まし、自分は爆弾で右足切断を余儀なくされ、義足で過ごすことになる。
ミュンヘンに帰り司祭として信者、青年を援助し、また共産党の集会に行き議論を交わしたりした。その中にのちにナチスを率いるアドルフ・ヒトラーがいた。
ナチス政権時代が始まり、マイヤーはナチスの危険性を見抜き、彼らに対し「カトリック信者はナチスにはなり得ない」と自らの危険を顧みず宣言した。
1937年、マイヤーは逮捕され5ヶ月監禁されたが釈放され、のちに説教し1938年、再逮捕。ナチスからの禁令にも係わらず拒み、1939年、ベルリン北方のザクセンハウゼン強制収容所に送られる。収容所先で健康を損なうがナチスは先の大戦の功労者を処刑することを恐れ、ミュンヘン南のベネディクト会の修道院に搬送され外部との接触を禁じられ四年間、隔離された。
1945年、第二次世界大戦が終結、ナチス政権は崩壊し、マイヤーはミュンヘンに帰還し司祭としての活動を再開、荒廃した教会を立て直した。
同年11月1日、諸聖人ミサの途中、脳溢血を起こし祭壇側に倒れ帰天（死去）。その後、マイヤーの列福調査が開始、1987年、教皇ヨハネ・パウロ2世により列福された。